# Corrente del Benguela

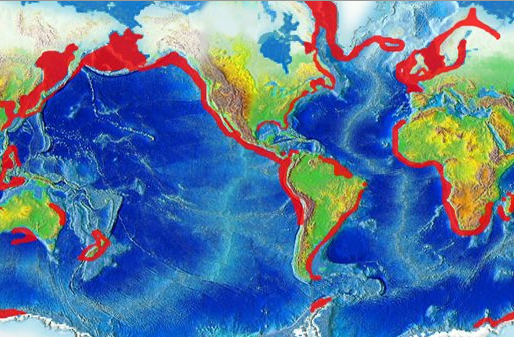
Le aree rosse indicano le principali correnti oceaniche. La corrente del Benguela è lungo la costa sud-occidentale dell'Africa

La corrente del Benguela è una corrente oceanica di acqua fredda che scorre dalla costa occidentale del Sudafrica e della Namibia verso nord e nordovest per poi confluire nella corrente Equatoriale Sud. Il flusso ha una larghezza di circa 2–3000 km.
Con le sue 0,37 gigatonnellate di carbonio organicato all'anno, è la corrente di upwelling più produttiva del mondo, superando persino la corrente del Perù e della California (rispettivamente 0,156 e 0,03 Gt C/anno) . Le fredde acque ricche di nutrienti che risalgono da una profondità di 200–300  m, alimentano la crescita del fitoplancton e sostengono l'intero ecosistema del Benguela.
Nei pressi del Capo di Buona Speranza, l'estremità meridionale della corrente del Benguela viene in contatto con la corrente di Agulhas, una corrente calda che proviene dall'oceano Indiano e scorre verso sud. L'incontro delle due correnti è causa di una notevole instabilità meteorologica, con frequenti tempeste, ma al tempo stesso contribuisce alla notevole ricchezza dell'ecosistema marino della zona. L'ambiente oceanico così vario nutre densi banchi di molluschi, che vivono sugli scogli delle zone intertidali rocciose e sulle spiagge di sabbia. Si ritiene che la grande disponibilità di proteine dei mitili, abbondanti anche durante le glaciazioni del passato, abbia permesso la sopravvivenza dei primi esseri umani moderni durante il lungo periodo glaciale MIS 6 fra 195 000 e 123 000 anni fa; i reperti di Pinnacle Point sostengono questa ipotesi.
Scorrendo verso nord lungo la costa della Namibia, la corrente causa la formazione delle costanti nebbie tipiche della Skeleton Coast, che a loro volta, grazie al loro apporto di umidità, contribuiscono in modo fondamentale alla sopravvivenza della vita animale nel deserto del Namib.